# Matylda z Boulogne
Matylda z Boulogne (1105? – 3. května 1152, hrad Hedingham) byla hraběnka z Boulogne a anglická královna.

## Život
Matylda se narodila jako dcera hraběte Eustacha z Boulogne, účastníka první kruciáty, a Marie, dcery skotského krále Malcolma III. Roku 1125 se provdala za Štěpána, hraběte z Mortain, vnuka Viléma Dobyvatele. Porodila mu pět dětí.
Štěpán strávil mládí na anglickém dvoře svého strýce Jindřicha I. a po jeho smrti roku 1135 popřel nárok své sestřenice Matyldy a nechal se za podpory části anglické šlechty korunovat králem. 22. března 1136 byla i Matylda ve Westminsterském opatství korunována královnou. V boji s Matyldou svého muže podporovala a vedla dokonce vojsko v době jeho uvěznění.
Zemřela po nemoci roku 1152 na hradě Hedingham a byla pohřbena v kentském klášteře Faversham, který společně s manželem založila. O tři roky později byl po jejím boku pohřben i Štěpán a poté i syn Eustach.

## Potomci
- Marie († 1182) ∞ 1160 Matěj Alsaský
- Eustach († 1153) ∞ 1140 Konstancie Francouzská
- Balduin († před 1135)
- Vilém († 1159) ∞ 1148 Isabela z Warenne
- Matylda († před 1141)